# Lista światowego dziedzictwa UNESCO w Senegalu
Lista światowego dziedzictwa UNESCO w Senegalu – lista miejsc w Senegalu wpisanych na listę światowego dziedzictwa UNESCO, ustanowionej na mocy Konwencji w sprawie ochrony światowego dziedzictwa kulturowego i naturalnego, przyjętej przez UNESCO na 17. sesji w Paryżu 16 listopada 1972 i ratyfikowanej przez Senegal 13 lutego 1976.
Obecnie (stan na koniec 2019) na liście znajduje się 7 obiektów, w tym 5 o charakterze dziedzictwa kulturowego i 2 o charakterze przyrodniczym, przy czym jeden znajduje się również na liście światowego dziedzictwa w zagrożeniu. 
Na senegalskiej liście informacyjnej UNESCO – liście obiektów, które Senegal zamierza rozpatrzyć do zgłoszenia do wpisu na listę światowego dziedzictwa, znajduje się 8 obiektów (stan na koniec 2019).

## Obiekty na liście światowego dziedzictwa UNESCO
Poniższa tabela przedstawia senegalskie obiekty na liście światowego dziedzictwa UNESCO:
Nr ref. – numer referencyjny UNESCO;
Obiekt – polskie tłumaczenie nazwy wpisu na liście wraz z jej angielskim oryginałem;
Położenie – miasto, region; współrzędne geograficzne;
Typ – klasyfikacja według Komitetu Światowego Dziedzictwa:
- kulturowe (K),
- przyrodnicze (P),
- kulturowo–przyrodnicze (K,P);

Rok wpisu – roku wpisu na listę;
Opis – krótki opis obiektu wraz z informacjami o jego zagrożeniu.
     wpis wspólny z innymi krajami
     † zagrożone
| Nr ref. | Obiekt | Zdjęcie | Położenie                                                             | Typ            | Rok       | Opis |
| ------- | --- | ------- | --------------------------------------------------------------------- | -------------- | --------- | --- |
| 26      | Wyspa Gorée Island of Gorée                                                                                           |         | Dakar 14°40′02,0″N 17°24′03,0″W/14,667220 -17,400830                  | K (vi)         | 1978      | Wyspa Gorée u wybrzeży Senegalu, od XV do XIX w. była największym ośrodkiem handlu niewolnikami na wybrzeżu Afryki. Jej architekturę cechuje kontrast pomiędzy ubogimi dzielnicami niewolników a bogatymi domami handlarzy niewolników. Wyspa stanowi symbol wyzysku człowieka oraz sanktuarium pojednania.                                  |
| 25      | Narodowy rezerwat ptaków w Djoudj Djoudj National Bird Sanctuary                                                      |         | Saint-Louis 16°24′16,1″N 16°14′35,8″W/16,404469 -16,243289            | P (vii)(x)     | 1981      | Rezerwat ptaków w Djoudj w delcie rzeki Senegal obejmujący ochroną 16 tys. ha z rozległym jeziorem, strumieniami, stawami i wodami stojącymi. Rezyduje tu ok. 1,5 miliona ptaków, m.in. łyżkodzioby, czaple purpurowe, czaple nadobne i kormorany.                                                                                           |
| 153     | Park Narodowy Niokolo-Koba Niokolo-Koba National Park                                                                 |         | Tambacounda 13°04′42,1″N 12°43′15,5″W/13,078369 -12,720961            | P (x)          | 1981      | Park narodowy wzdłuż brzegów rzeki Gambia z lasami galeriowymi i sawannami zamieszkanymi przez wiele gatunków zwierząt, m.in. antylopy Derbiego, szympansy, lwy, lamparty i słonie. W 2007 park został wpisany na listę światowego dziedzictwa w zagrożeniu z uwagi na kłusownictwo, pożary, wysychanie wód i napływ roślin inwazyjnych.     |
| 956     | Wyspa Saint-Louis Island of Saint-Louis                                                                               |         | Saint-Louis 16°01′50,0″N 16°30′16,0″W/16,030558 -16,504440            | K (ii)(iv)     | 2000 2007 | Saint-Louis zostało założone na wyspie przy ujściu rzeki Senegal przez kolonistów francuskich w XVII w. W latach 1872–1957 było stolicą Senegalu. Centrum historyczne miasta na wyspie charakteryzuje regularna siatka ulic, system nadbrzeży i typowa architektura kolonialna.                                                              |
| 1226    | Kamienne kręgi Senegambii Stone Circles of Senegambia                                                                 |         | Central River Division 13°41′29,7″N 14°52′23,3″W/13,691583 -14,873139 | K (i)(iii)     | 2006      | Wpis wraz z Gambią – cztery megalityczne stanowiska archeologiczne w Gambii i Senegalu, obejmujące łącznie około 1000 obiektów, w tym kamienne kręgi. |
| 1359    | Delta rzeki Saloum (Senegal) Island of Gorée                                                                          |         | Kaolack Fatick 13°49′02,6″N 16°45′18,8″W/13,817389 -16,755222         | K (iii)(iv)(v) | 2011      | Delta rzeki Saloum zajmuje powierzchnię 5 tys. km², znajduje się tu sieć słonych kanałów, ok. 200 wysp i wysepek oraz liczne lasy namorzynowe. Głównym źródłem utrzymania miejscowej ludności jest rybołówstwo i zbieractwo. Wskutek działalności człowieka powstało tu 218 kopców usypanych z muszli, w których odkryto 28 miejsc pochówku. |
| 1407    | Kraj Bassari: krajobrazy kulturowe Bassari, Fula i Bedik Bassari Country: Bassari, Fula and Bedik Cultural Landscapes |         | Kédougou 12°35′36″N 12°05′45″W/12,593333 -12,095833                   | K (iii)(v)(vi) | 2012      | Krajobrazy kulturowe terenów zamieszkanych przez ludy Bassari, Fula i Bedik, które osiedlały się na tym terenie od XI do XIX w. i wykształciły specyficzne środowisko kulturowe, pozostające w harmonii z otaczającą przyrodą. |

## Obiekty na senegalskiej Liście Informacyjnej UNESCO
Poniższa tabela przedstawia obiekty na senegalskiej Liście Informacyjnej UNESCO:
Nr ref. – numer referencyjny UNESCO;
Obiekt – polskie tłumaczenie nazwy obiektu wraz z jej angielskim oryginałem na gambijskiej Liście Informacyjnej;
Położenie – miasto, region; współrzędne geograficzne;
Typ – klasyfikacja według zgłoszenia:
- kulturowe (K),
- przyrodnicze (P),
- kulturowo–przyrodnicze (K,P);

Rok wpisu – roku wpisu na Listę Informacyjną;
Opis – krótki opis obiektu wraz z informacjami o jego zagrożeniu.
| Nr ref. | Obiekt | Zdjęcie | Położenie                                                              | Typ | Rok  | Opis |
| ------- | --- | ------- | ---------------------------------------------------------------------- | --- | ---- | --- |
| 2072    | L'Aéropostale |         | Saint-Louis 16°01′05,0″N 16°29′25,7″W/16,018056 -16,490472             | K   | 2005 | Ślady działalności linii lotniczej L'Aéropostale na terenie Saint-Louis i Dakaru. Linie – projekt lotniczy między Francją, Senegalem i Argentyną – rozpoczęły działalność w 1918, a zakończyły w 1933.                     |
| 2075    | Carabane L'île de Carabane |         | Ziguinchor 12°29′19,4″N 16°32′53,4″W/12,488722 -16,548167              | K   | 2005 | Wyspa Carabane leżąca w ujściu rzeki Casamance z pozostałościami XIX-wiecznej architektury, m.in. misji katolickiej, kościoła, domów handlowych – pierwszy francuski ośrodek handlowy w regionie.                          |
| 2076    | Architektura wiejska Basse-Casamance: impluvium królestwa Bandial Architecture rurale de Basse-Casamance: Les cases à impluvium du royaume Bandial |         | Ziguinchor Sédhiou Kolda12°34′45,6″N 16°16′54,3″W/12,579333 -16,281750 | K   | 2005 | W regionie Basse-Casamance zachowała się tradycyjna zabudowa wiejska królestwa Bandial z charakterystycznymi domami na planie koła z impluvium.                                                                            |
| 2077    | Park Narodowy Îles de la Madeleine Parc National des îles de la Madeleine                                                                          |         | Dakar 14°39′17″N 17°28′21″W/14,654722 -17,472500                       | K,P | 2005 | Park narodowy obejmujący ochroną archipelag Îles de la Madeleine 4 km na zachód od Dakaru na Oceanie Atlantyckim. |
| 2078    | Przystanie na rzece Senegal Les Escales du Fleuve Sénégal                                                                                          |         | Saint-Louis Matam Tambacounda                                          | K   | 2005 | Przystanie z punktami handlowymi, sklepami i urzędami ulokowane wzdłuż rzeki Senegal, które odegrały ważną rolę w procesie kolonizacji regionu.                                                                            |
| 2079    | Kurhany w Cekeen Les tumulus de Cekeen |         | Diourbel 14°42′00″N 15°57′00″W/14,700000 -15,950000                    | K   | 2005 | Na terenie Senegalu znajduje się ponad 10 tys. piaskowych kurhanów, jest to jedno z największych skupisk znanych w Afryce. Najwyższy kurhan (12 m), nazywany Wago Fal, leży w kompleksie w Cekeen obejmującym 56 kurhanów. |
| 2080    | Lac Retba Le Lac Rose |         | Dakar 14°50′19″N 17°13′50″W/14,838611 -17,230556                       | K,P | 2005 | Lac Retba – silnie zasolone jezioro ok. 35 km na północny wschód od Dakaru o charakterystycznym zabarwieniu wód, od fioletowego do różowego.                                                                               |
| 2081    | Stare Rufisque Le Vieux Rufisque |         | Dakar 14°41′03,1″N 17°11′11,9″W/14,684194 -17,186639                   | K,P | 2005 | Stare miasto z zabudową z XIX w. |